# ファニーとアレクサンデル
『ファニーとアレクサンデル』（スウェーデン語: Fanny och Alexander、英語: Fanny and Alexander）は、イングマール・ベルイマン監督による、1982年のスウェーデン映画。
第56回アカデミー賞において外国語映画賞、撮影賞、美術賞、衣装デザイン賞を受賞した。
映画批評サイトRotten TomatoesとMetacriticの両方で、1980年代の最高評価の映画となり、『東京物語』『トリコロール/赤の愛』と共に、「Rotten Tomatoes支持率100%」、「Metascore100点満点」の双方を達成した3本の映画作品のうちの1つである。公開以降、ベルイマンの最高傑作、スウェーデン映画史上最高の作品、そして史上最高の映画作品の1つとみなされている。スティーヴン・ジェイ・シュナイダーの『死ぬまでに観たい映画1001本』にも掲載されている。

## ストーリー
プロローグ
少年アレクサンデル・エクダールが邸宅で人形遊びに興じる。
第一部・エクダール家のクリスマス
1907年のクリスマスイブ、エクダール家の長男で、劇場主で俳優でもあるオスカルは、妻で女優のエミリー、息子のアレクサンデル、娘のファニーらとともに、キリスト降誕劇を上演する。
終演後、元女優の母ヘレナの主催により、長男オスカル、次男カール、三男グスタヴの家族、親族、一家の友人、使用人を交えた盛大なクリスマスパーティーが開かれる。
第二部・亡霊
年明け後、オスカルが2月から上演する『ハムレット』のリハーサル中に倒れ急死する。ヴェルゲルス主教により葬儀が執り行われ、霊感のあるアレクサンデルは父の亡霊を目にする。
第三部・崩壊
エミリーはオスカルの遺言で劇場運営を引き継ぐが、次第に客足は遠のく。オスカルの死から1年後、エミリーはヴェルゲルス主教と再婚する。アレクサンデルとファニーは住み慣れた家を離れ、エミリーと共に主教館に引っ越す。しかし、主教の家族と使用人たちは厳格で意地悪く、主教からはこれまでの生活とは全く異なる質素で厳格な生活を強いられる。
第四部・夏の出来事
アレクサンデルとファニーは主教から虐待を受ける。エミリーは主教との生活に耐えられなくなり離婚を望むが、既に妊娠しており法律の壁にも阻まれる。エミリーはヘレナの滞在する別荘を密かに訪れ、事情を打ち明ける。一方、アレクサンデルは主教の娘たちの亡霊と遭遇する。
第五部・悪魔たち
エクダール一家の友人でユダヤ人のイサクの計略によりアレクサンドルとファニーは主教館を脱出し、イサクの元に身を寄せる。カールとグスタヴは主教館を訪れてエミリーとの離婚を迫るが、拒絶される。主教との離別の意志を固めたエミリーは、主教に睡眠薬入りのスープを飲ませて主教館を抜け出し、ヘレナの家に身を寄せる。一方、アレクサンデルは謎を秘めたイサクの甥イスマエルと出会う。イスマエルは、自身とアレクサンデルは一体の存在であると語り、主教の死を望むアレクサンデルの本心を見抜いて呪いの念力を送る。時を同じくして、主教の叔母エルサがベッド脇のランプを倒したことにより主教館が火事となる。睡眠薬で眠っていた主教は火だるまになったエルサに抱き付かれて焼死する。
エピローグ
エクダール一家はグスタヴと使用人マイとの間にできた非嫡出の娘と、エミリーの娘の誕生を祝う。ヘレナはエミリーに劇場運営への復帰を提案し、エミリーはヘレナにヨハン・アウグスト・ストリンドベリの新作『夢の戯曲』での女優復帰を提案する。一方、アレクサンデルは主教の亡霊と遭遇する。

## キャスト
| 役名                           | 俳優                               | 日本語吹き替え | 役柄                                                                                          |
| ------------------------------ | ---------------------------------- | -------------- | --------------------------------------------------------------------------------------------- |
| アレクサンデル・エクダール     | バッティル・ギューヴェ             | 浪川大輔       | 主人公の少年。 霊感が強く繊細。                                                               |
| ファニー・エクダール           | ペルニラ・アルヴィーン             |                | アレクサンデルの妹。                                                                          |
| エミリー・エクダール           | エヴァ・フレーリング               | 鈴木弘子       | アレクサンデルの母。舞台女優。                                                                |
| オスカル・エクダール           | アラン・エドワール                 | 前田昌明       | アレクサンデルの父。 繁栄する劇場を営む舞台俳優。 誇り高く優しい。                            |
| エドヴァルド・ヴェルゲルス     | ヤン・マルムシェー                 | 寺田農         | 主教。厳格でサディスト。                                                                      |
| ヘレナ                         | グン・ヴォールグレーン             | 藤波京子       | オスカルの母。 スウェーデンを 代表する元舞台女優。                                            |
| イサク・ヤコビ                 | エルランド・ヨセフソン             | 宮内幸平       | ヘレナの昔の愛人。 骨董商人。ユダヤ人。                                                       |
| アーロン                       | マッツ・ベルイマン                 |                | イサクの甥。人形美術家。                                                                      |
| イスマエル                     | スティーナ・エクブラッド           |                | アーロンの弟。 狂人という事で監禁中。 中世的で浮世離れしてる。                                |
| カール                         | ボリエ・アールステット             | 石田太郎       | ヘレナの次男でオスカルの弟。 大学教授だが家計は苦しい。 アルコール依存者。 気性が激しい。     |
| リディア・エクダール           | クリスティーナ・ショリン           |                | 少し鈍感で夫カールに よく罵られるが夫を愛する。 ドイツ人。                                    |
| グスタフ・アドルフ・エグダール | ヤール・キューレ                   | 永井一郎       | ヘレナの三男でオスカルの弟。 地元で一番のケーキ屋を営む。 エクダール家の料理担当。            |
| アルマ・アドルフ・エクダール   | モナ・マルム                       |                | グスタフの妻。                                                                                |
| マイ                           | ペルニラ・アウグスト               |                | エクダール家のメイドで ベビーシッター。アルマ 公認のグスタフの愛人。 若く小悪魔的魅力を持つ。 |
| エルサ                         | ハンス・ヘンリック・レールフェルト |                | エドヴァルドの叔母。 病気で寝たきり。                                                         |
| ブレンダ・ヴェルゲルス         | アリアンヌ・アミノフ               |                | エドヴァルドの母。                                                                            |
| ヘンリエッタ・ヴェルゲルス     | カースティン・ティーデリウス       |                | エドヴァルドの妹。                                                                            |
| ユスティナ                     | ハリエット・アンデルセン           |                | ヴェルゲルス家のメイド。                                                                      |
| エヴァ                         | アンジェリカ・ウォールグレン       |                | グスタフとアルマの娘。                                                                        |
| ポーリーヌ                     | リンダ・クリューガー               |                | 亡霊。エドヴァルドの娘。                                                                      |
| エスメラルダ                   | ペニッラ・ヴァールグレーン         |                | 亡霊。ポーリーヌの妹。                                                                        |
| ヴェガ                         | マジリス・グランランド             |                | 世話係としてヘレナに長く仕える。                                                              |
| エステル                       | スベア・ホルスト                   |                | 世話係としてヘレナに長く仕える。                                                              |
| ローザ                         | レナ・オリン                       |                | エクダール家の若い メイドでベビーシッター。                                                   |
| ハンナ                         | アンナ・ベルイマン                 |                | エクダール家の劇場の劇団員。                                                                  |
| フィリップ・ランダール         | グンナール・ビョルンストランド     |                | エクダール家の劇場の劇団員。                                                                  |
|                                | ラース・オウェ・カールズベルイ     |                | エクダール家の劇場の劇団員。 合唱のソロパート担当。                                           |
|                                | ピーター・ストーメア               |                |                                                                                               |

- その他の声の吹き替え - 吉田理保子、大塚芳忠、片岡富枝、坂部文昭、上田敏也
  - 吹き替え初回放映 - 1988年5月7・14・21日[3] テレビ朝日『ウィークエンドシアター』

## スタッフ
- 監督：イングマール・ベルイマン
- 製作：ヨルン・ドンナー
- 脚本：イングマール・ベルイマン
- 撮影：スヴェン・ニクヴィスト
- 音楽：ダニエル・ベル

## 主な受賞
- アカデミー賞：外国語映画賞[1]、撮影賞、美術賞、衣装デザイン賞
- ゴールデングローブ賞：外国語映画賞
- 英国アカデミー賞：撮影賞
- セザール賞：外国語映画賞
- ロサンゼルス映画批評家協会賞：外国語映画賞、撮影賞
- ニューヨーク映画批評家協会賞：外国語映画賞、撮影賞
- ヴェネツィア国際映画祭：国際評論家賞